# Schönfeld (Dresden)
Schönfeld ist ein Ortsteil von Dresden und ist als Bestandteil des Schönfelder Hochlandes Teil der Ortschaft Schönfeld-Weißig. Schönfeld bildet mit einigen Ortsteilen der Umgebung den statistischen Stadtteil Schönfeld/Schullwitz.

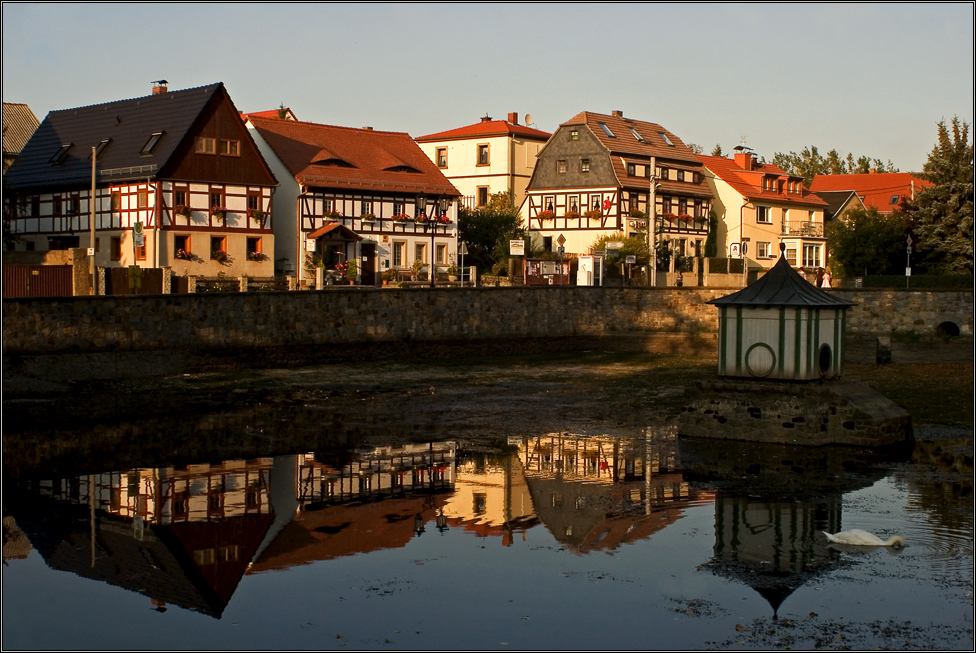
Ortsteil Schönfeld mit dem Schlossteich

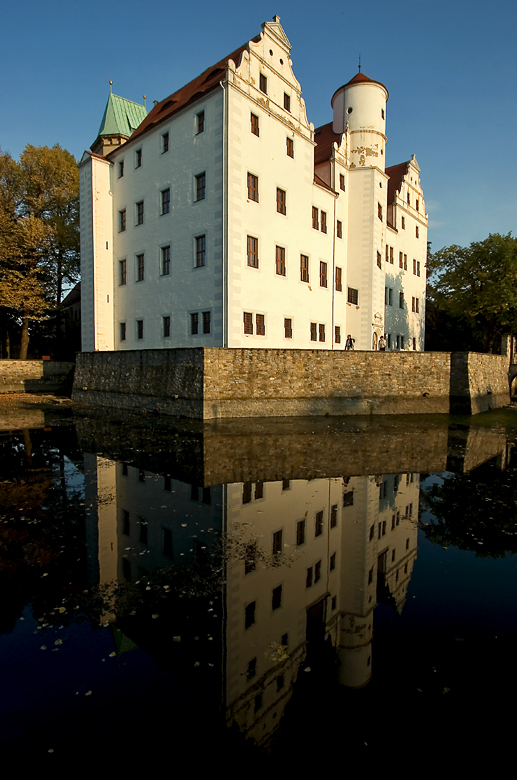
Schloss Schönfeld mit Schlossteich

## Infrastruktur
Den öffentlichen Nahverkehr betreibt Müller Busreisen, ein privates Busunternehmen im Verkehrsverbund Oberelbe. Von 1908 bis 1951 hatte Schönfeld einen Bahnhof an der inzwischen stillgelegten Bahnstrecke Dürrröhrsdorf–Weißig, auf deren Trasse nun ein Geh- und Radweg besteht.

## Kulturdenkmale
Der Ortsteil zeichnet sich durch sein Schloss aus, vormals auch Sitz vom Kammergut Schönfeld, dann in deen 1920er Jahren Rittergut mit 181 ha, das 2000 saniert wurde und mitten im Dorf liegt.
In der aus dem 13. Jahrhundert stammenden Schönfelder Kirche, deren Parochie bis 1898 neben den Dörfern des Schönfelder Hochlands auch Bühlau, Quohren und Rochwitz umfasste, befindet sich ein Altar von Christoph Abraham Walther. Die 1841 von Christian Gottfried Herbrig gebaute Orgel wurde 1904 durch eine Neuanfertigung des Dresdner Orgelbauers Johannes Jahn ersetzt. In der 1676 erbauten Gruft unter dem Chorraum wurden mehrere Mitglieder der Familie von Friesen beigesetzt, darunter auch Heinrich von Friesen der Jüngere sowie Augusta Constantia von Friesen, Gemahlin des Schönfelder Schlossherrn Heinrich Friedrich von Friesen sowie Tochter der Gräfin Cosel und Augusts des Starken. Die älteste Grabplatte auf dem 1855 stillgelegten Schönfelder Kirchhof stammt aus dem Jahr 1523.

## In Schönfeld geborene Persönlichkeiten
- Annelise Hoge (* 1945), Malerin und Grafikerin